# Тугс-Очирын Намнансурэн
Тугс-Очирын Намнансурэн (монг. Төгс-Очирын Намнансүрэн, также изв. как Шириндамбын Намнансүрэн; 1878 — апрель 1919) — предпоследний Сайн-Нойон-хан, первый глава правительства Богдо-хана (премьер-министр) Автономной Монголии; после отмены должности в 1915 году — военный министр.

## Биография
Предпоследний халхасский Сайн-Нойон-хан Намнансурэн родился на территории современного Увэр-Хангайского аймака, в сомоне Уянга, в 1878 году. В 1896 году занял трон Сайн-Нойон-хана, в 1900 году женился.
В июле 1911 года Намнансурэн участвовал в делегации, посланной Богдо-гэгэном VIII в Санкт-Петербург с целями заручиться поддержкой Российской империи после провозглашения независимости страны.

### Глава правительства

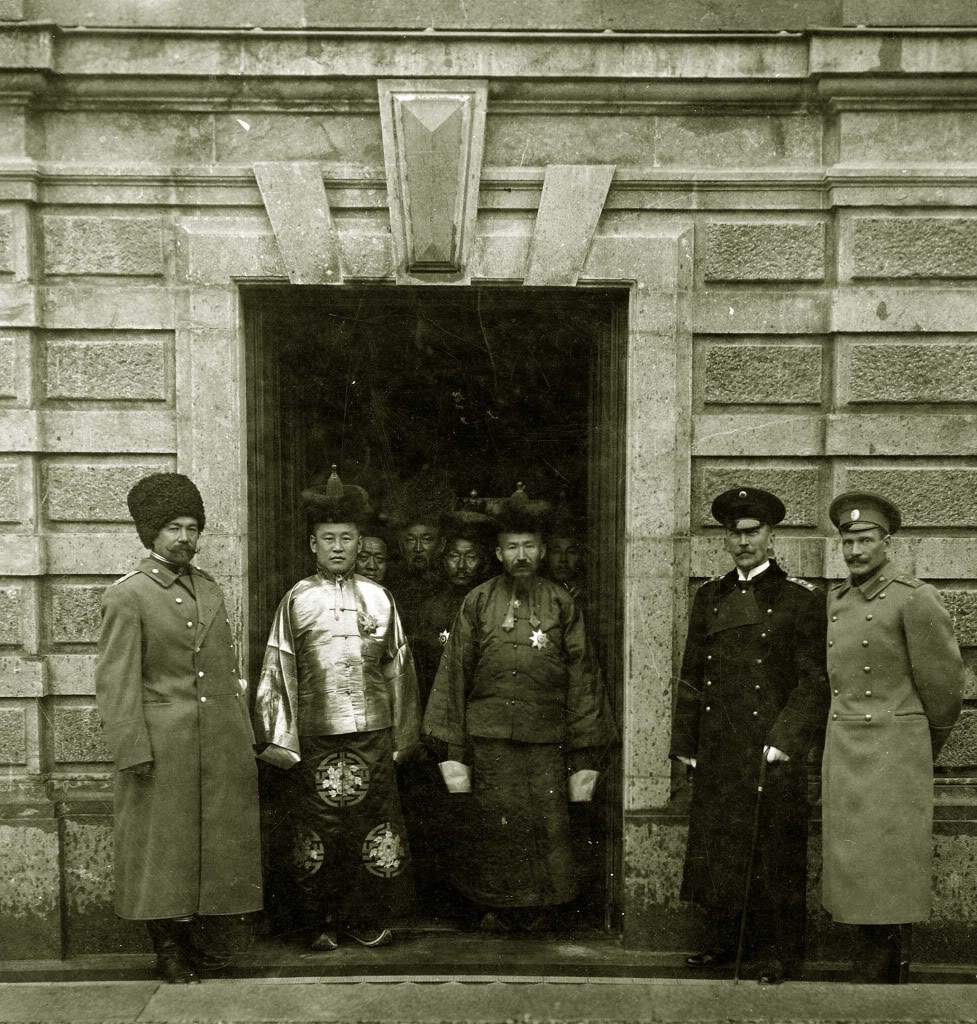
Намнансурэн во главе делегации в Санкт-Петербург

В 1912 году Намнансурэн был выбран на должность главы правительства как компромиссная фигура, а также как борджигин и прямой потомок Чингис-хана. С ноября 1913 года по январь 1914 года Намнансурэн вновь оказался по главе делегации в российскую столицу, представляя монгольские интересы во время подписания Кяхтинского договора о границах между Российской империей и Китайской Республикой; однако Внутренняя Монголия осталась, вопреки его желанию, китайской территорией, а попытки его контактов с представителями некоторых западных делегаций не нашли сочувствия у российской стороны.

### Военный министр
В 1915—1919 годах Намнансурэн занимал должность военного министра (монг. Цэргийн яамны сайд). В июне 1918 года, в свете усиления возможности китайского вторжения, Намнансурэн посетил Иркутск, где пытался договориться о помощи Монголии со стороны советских войск. Вскоре после возвращения Намнансурэн заболел и умер в апреле 1919 года; в июле Ургу заняли китайские войска.

## Интересные факты
- В 1914 году, вернувшись из Российской империи, Намнансурэн привёз несколько кинолент, которые были показаны во дворце Богдо-гэгэна. Это считается первым киносеансом в Монголии.
- Намнансурэн является прямым потомком Чингисхана, по линии его младшего сына Толуя.